# Jean-Marc Manducher
Jean-Marc Manducher, né le 4 août 1948 à Montréal (aujourd'hui Montréal-la-Cluse) dans l'Ain et mort le 29 avril 2020 dans le 3e arrondissement de Lyon, est un chef d'entreprise et dirigeant français de rugby à XV. Il est président de l'US Oyonnax de 1995 à 2015, puis vice-président de la Ligue nationale de rugby.

## Biographie
De 1995 à 2012, Jean-Marc Manducher est directeur général de Ronax, groupement d'intérêt économique en plasturgie. Ce chef d’entreprise devient président de l’USO en 1995.
En 2013, l'US Oyonnax remporte le titre de champion de France de 2e division et monte alors en Top 14, première division du rugby français.
En début d'année 2015, il subit un infarctus. En 2015, il décide de céder son poste de président du conseil de surveillance de l’US Oyonnax mais demeure au conseil de surveillance en qualité de membre.
Il est membre du comité directeur de la Ligue nationale de rugby, au sein du collège des représentants des clubs de Pro D2 de 2006 à 2013, puis du Top 14 de 2013 à 2016. De 2012 à 2016, il est vice-président de la LNR chargé de la coordination transversale des dossiers relatifs à la Pro D2.
En 2016, il est réélu au sein du comité directeur, en tant que personnalité qualifiée, et vice-président de la LNR. À partir de 2016, il représente aussi la LNR au comité directeur de la Fédération française de rugby.
Hospitalisé fin mars 2020 et placé sous assistance respiratoire, il décède le 29 avril 2020 des suites du Covid-19.